# Asbjørn Nilssen
Pour les articles homonymes, voir Nilssen.
Asbjørn Nilssen, né le 19 janvier 1875 et mort le 19 octobre 1958, est un coureur du combiné nordique norvégien.
Il fait une carrière de sauteur à ski. Il remporte notamment la Médaille Holmenkollen et il réalise un record du monde de saut à ski. Ensuite, il part en Europe pour ses études et il y développe le ski. Il revient en Norvège en 1903 et il devient chirurgien à Oslo.

## Biographie

### Enfance et famille
Asbjørn Nilssen est le fils d'Ole Nilssen et d'Elisabeth Lude. Asbjørn Nilssen a cinq frères et sœurs dont Bjarne Nilssen, le premier champion d'Allemagne de ski en 1900 (de),. Lors du recensement de 1885, la famille vit au 101 Ullevålsveien (Oslo) (no).

### Carrière sportive
Il représente le Skiklubben Odd, basé à Oslo.
Dans le Festival de ski de Holmenkollen, il est deuxième dans la catégorie B en 1895 et dans la catégorie A en 1897. Il est alors récompensé par la Médaille Holmenkollen en 1897. Le 7 février 1897, il chute à la réception d'un saut de 35 m sur le Solbergbakken à Bærum. Ceci aurait été le nouveau record du monde.
En 1899, au contraire, il réussit à établir un nouveau record du monde sur même tremplin avec une marque de 32,5 m, à égalité avec Morten Hansen.
Asbjørn Nilssen obtient son diplôme de médecine en 1900. Ensuite, il part étudié l'anatomie et la chirurgie à Berlin et Berne. C'est à cette époque qu'il contribue au développement du ski en Suisse.
Lors de son passage à Berne, il est membre du Ski-Club Bern. En 1903, il est également membre du jury de la première course d'Adelboden et il réalise un saut de démonstration de 21 m,.

### Vie professionnelle
Il est diplômé de médecine à l'Université Royal Frederick et devient chirurgien.
Entre 1903-1906, Asbjørn Nilsen est médecin assistant et médecin de réserve à Sandefjord puis médecin de réserve à l'hôpital de Bergen entre 1907-1910. Ensuite, Asbjørn Nilsen devient médecin de réserve au service de chirurgie du Rikshospitalet. En 1912-1913, il est nommé médecin-chef de ce département. À partir de 1910, il établit puis développe un cabinet privé de chirurgie.
Il est également le membre médical de la commission de recours de la Commission nationale des assurances.

### Vie personnelle

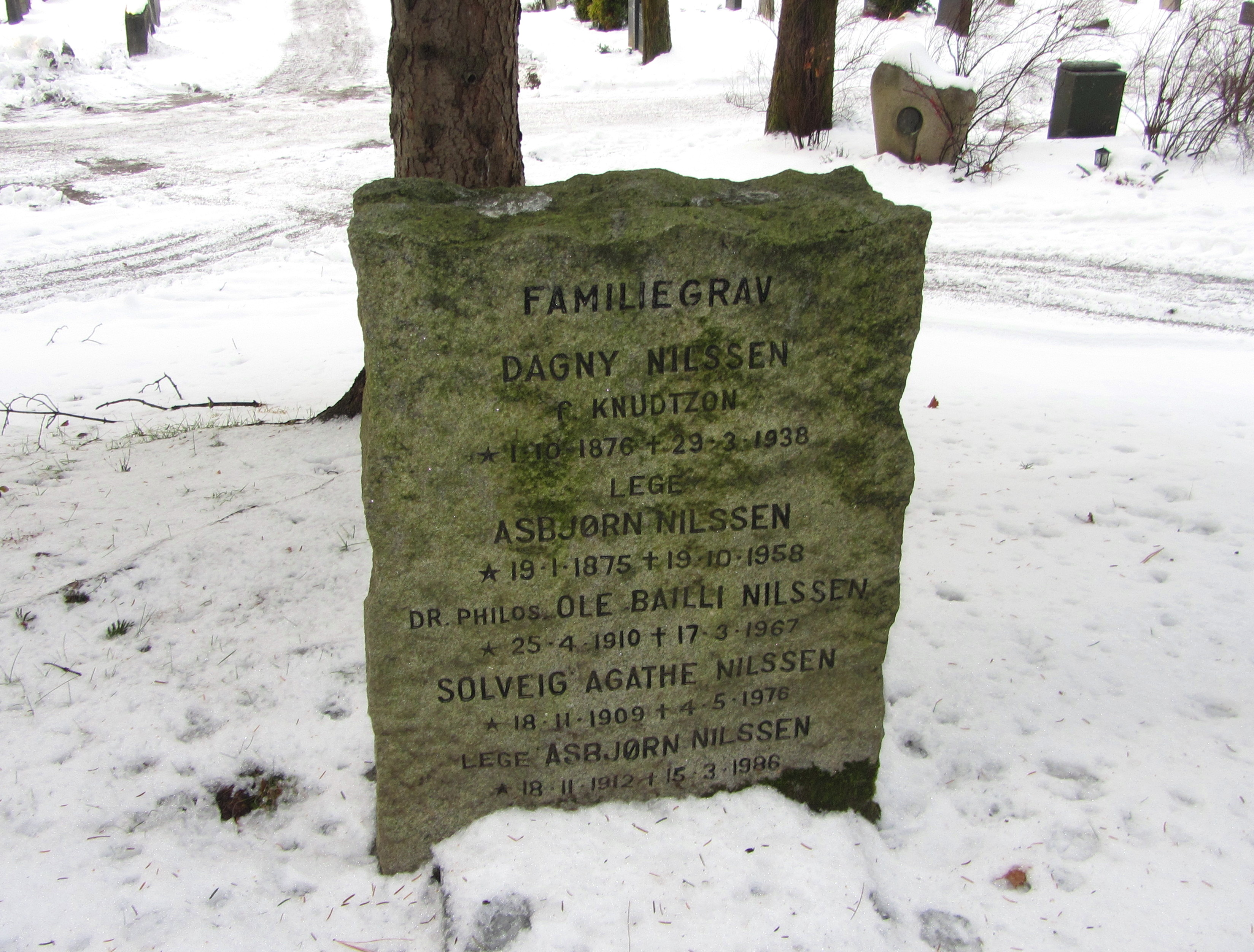
Tombe d'Asbjørn Nilssen.

En 1908, Asbjørn Nilssen se marie avec Dagny Knudtzon (1876-1938). Lors du recensement de 1910, Asbjørn Nilssen, sa femme et ses deux enfants vivent au 18 Stensberggata (Oslo) (no).
Dans l'annuaire d'Oslo de 1918, Asbjørn Nilssen vit au 61 Oscars gate (Oslo) (no) et il exerce au 11 Kristian Augusts gate (Oslo) (no). En 1940, la clinique n'a pas changé d'adresse mais Asbjørn Nilssen vit au 46 Drammensveien (en). Dans l'annuaire de 1955, son adresse est toujours au 46 Drammensveien.
Asbjørn Nilsen est enterré dans une tombe familiale à Vestre gravlund (en) à Oslo.

## Palmarès

### Résultats
Dans le Festival de ski de Holmenkollen, il est deuxième dans la catégorie B en 1895 et dans la catégorie A en 1897. Il est alors récompensé par la Médaille Holmenkollen en 1897. En 1906, il remporte le concours de saut chez les vétérans toujours à Holmenkollen.

### Record du monde établi
En 1899, il établit un nouveau record du monde sur le Solbergbakken à Bærum avec une marque de 32,5 mètres, à égalité avec Morten Hansen.
| Date           | Athlète         | Distance    | Tremplin      | Lieu  |
| -------------- | --------------- | ----------- | ------------- | ----- |
| 5 février 1899 | Asbjørn Nilssen | 32,5 mètres | Solbergbakken | Bærum |

## Hommage
L'Aftenposten dans sa nécrologie d'Asbjørn Nilssen lui rend hommage ainsi : 

« Au fil des ans, Asbjørn Nilssen est devenu l'un des chirurgiens les plus importants du pays, avec une pratique à la fois à Oslo et à l'extérieur de la ville. S'il jouissait d'une confiance sans pareille en tant que médecin, ce n'était pas seulement grâce à ses compétences purement manuelles en tant que chirurgien, mais également à ses soins inlassables pour les patients. Il était toujours présent en cas de besoin, et il était disponible à toute heure de la journée, le dimanche et les jours de semaine, lorsque son aide était sollicitée. Ce n'est que pendant la saison de chasse qu'il se détendait. »

— Aftenposten du 21 octobre 1958